# Tafelzuur

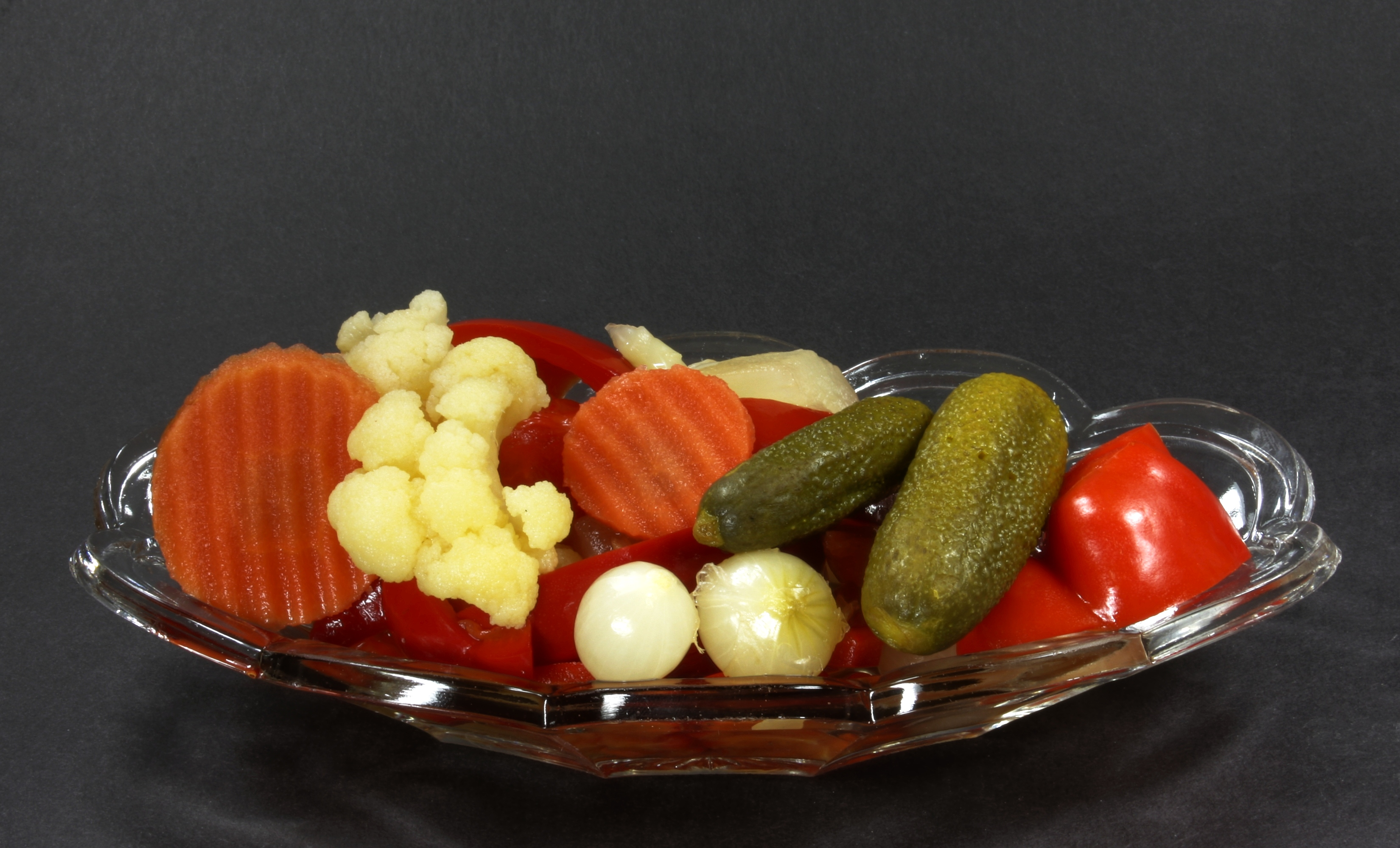
Tafelzuur

Tafelzuur is de verzamelnaam van allerlei ingelegde groenten, die als extra bij andere gerechten worden gegeten.
Met name augurken worden gebruikt voor tafelzuur. Deze groenten zijn rauw niet lekker om te eten.
Bij het inleggen van groenten worden allerlei kruiden en specerijen gebruikt, zoals dille, dragon of mosterdzaadjes. Naast suiker (voor zoet-zure versies) wordt ook veel zout gebruikt.

## Geschiedenis
De oorsprong van tafelzuren ligt meer dan 2000 jaar voor Christus.  Groenten werden gepekeld, ingelegd met zout, om ze te kunnen conserveren. Door het toevoegen van melkzuur, gewonnen uit een eerdere voorraad, verzuurden de groenten waardoor ze nog langer bewaard konden worden. Een voorbeeld van deze bereiding is het pekelen van witte kool, waardoor zuurkool ontstaat.
Vanaf de 17e eeuw kwamen specerijen beschikbaar, die werden gebruikt om het zuur nog een betere smaak te geven.
In het verleden werden tafelzuren, zoals ingelegde augurken, in Nederland verkocht door straatventers. In het vooroorlogse Amsterdam waren dat vooral Joden, die op deze manier een eigen bedrijf konden hebben. Het waren vooral Asjkenazische Joden, die vanuit Midden- en Oost-Europa naar Amsterdam waren gekomen. Zij namen hun traditie voor ingelegde groenten in azijn met zich mee.
In eerste instantie werden de tafelzuren bewaard in houten vaten. Halverwege de 19e eeuw werd het gebruik van glazen potten ingevoerd. Op markten werden augurken in de twintigste eeuw ook vanuit grote blikken verkocht.  

## Bekende tafelzuren
Bekende tafelzuren zijn:
- Amsterdamse uitjes
- asie, Deens tafelzuur van een bepaald soort komkommer
- chutney
- cornichon
- piccalilly
- zilveruitjes
- zure bommen
- atjar (Indisch)
- kimchi (Koreaans)